# Domingo Siazon jr.
Domingo L. Siazon jr. (Aparri, 9 juli 1939 - Tokio, 3 mei 2016) was een Filipijns minister en diplomaat. Siazon was minister van buitenlandse zaken in de kabinetten van Fidel Ramos en Joseph Estrada van 1995 tot 2001. Tevens was hij ambassadeur in Japan van 1993 tot 1995 en van 2001 tot 2010 en ambassadeur in Zwitserland van 1976 tot 1985. Ook was Siazon directeur-generaal van de UNIDO, een organisatie van de Verenigde Naties van 1985 tot 1993.

## Biografie
Domingo Siazon werd geboren op 9 juli 1939 in Aparri in de Filipijnse provincie Cagayan. Zijn ouders waren advocaat en politicus Domingo Siazon sr. en Rafaela Lim. Siazon voltooide een bachelor-opleiding Politieke Wetenschappen aan de Ateneo de Manila University en een opleiding Natuurkunde aan de Universiteit van Tokio. Later behaalde hij nog een master-diploma Bestuurskunde aan Harvard-universiteit.
Siazon werkte vanaf 1964 voor de diplomatiek dienst van de Filipijnen. Hij werkte eerst van 1964 tot 1968 als diplomaat op de Filipijnse ambassades in Tokio en vervolgens van 1968 tot 1973 op de ambassade in het Zwitserse Bern. Vanaf 1973 werkte Siazon op de ambassade in Wenen, waar hij begon als eerste ambassadesecretaris en na enige tijd werd gepromoveerd naar consul-generaal. In 1976 werd Siazon benoemd tot Filipijns ambassadeur in Oostenrijk. Tegelijkertijd was hij van 1973 tot 1985 permanent vertegenwoordiger bij het  Internationaal Atoomenergieagentschap (IAEA), de Organisatie van de Verenigde Naties voor Industriële Ontwikkeling (UNIDO) en de Verenigde Naties in Wenen. In 1985 werd Siazon gekozen tot directeur-generaal van UNIDO. Hij leidde deze organisatie tot 1993 en was deze functie twee termijnen achtereen bekleedde. Van 1993 tot 1995 was Siazon ambassadeur in Japan. 
In 1995 werd Siazon door president Fidel Ramos aangesteld als minister van Buitenlandse Zaken. Hij was de opvolger van Roberto Romulo, die zijn ontslag had ingediend naar aanleiding van de publieke verontwaardiging over de zaak van de Filipijnse huishoudster Flor Contemplacion, die ondanks diplomatieke druk ter dood veroordeeld en geëxecuteerd werd in Singapore. Na afloop van de termijn van Ramos in 1998 werd Siazon ook door opvolger Joseph Estrada aangesteld als minister van Buitenlandse zaken. Na het vroegtijdige einde van de termijn van Estrada in 2001 werd Siazon door opvolger Gloria Macapagal-Arroyo voor een tweede termijn benoemd tot Filipijns ambassadeur in Japan. Deze tweede termijn kwam in 2010 ten einde.
Siazon overleed in 2016 op 76-jarige leeftijd in Tokio aan de gevolgen van prostaatkanker. Hij was getrouwd met de Japanse Kazuko "Kay" Siazon en kreeg met haar twee zonen.